# Kevin Carter
Kevin Carter (Johannesburgo, Sudáfrica; 13 de septiembre de 1960-Johannesburgo, 27 de julio de 1994) fue un reportero gráfico sudafricano, miembro del Bang-Bang Club, que ganó un Pulitzer en 1993 por fotografiar a un niño sudanés famélico con un buitre detrás.

## Carrera
Comenzó su carrera a los 23 años (1983), cuando poblaciones periféricas como Soweto —cerca de Johannesburgo— estaban en guerra. Allí, siendo miembro de The Johannesburg Star, fotografió a los civiles expectantes a la situación que estaban viviendo.

### Fotografía ganadora del premio Pulitzer en Sudán
En 1993, Carter fotografió a un niño sudanés, Kong Nyong, que por aquel entonces se encontraba famélico y muriendo de hambre a las afueras de su poblado mientras un buitre estaba al acecho. Carter esperó para tomar una foto mejor: con el buitre abriendo sus alas, pero no lo consiguió. Carter le dijo a João Silva que estaba sorprendido por la situación que acababa de fotografiar y que había ahuyentado al buitre. Pocos minutos después, Carter consiguió recuperarse y continuar con su camino. El 26 de marzo de 1993, The New York Times publicó la foto y ganó el Pulitzer. La crítica se cernió contra él e intentó justificarse, alegando que el niño estaba muriendo y que la tribu se encontraba a unos 20 metros de él esperando su ración de comida. El niño murió por fiebre —dicho por su padre— en 2007.
Según Silva, en una entrevista con el escritor y periodista Akio Fujiwara, que el japonés publicó en su libro Ehagaki ni sareta shōnen —El niño que se convirtió en postal—, él y Carter viajaron a Sudán con las Naciones Unidas y aterrizaron en la zona sur de Sudán el 11 de marzo de 1993. El personal de Naciones Unidas les dijo que despegarían de nuevo en unos 30 minutos, el tiempo necesario para distribuir la comida, así que deambularon para hacer algunas fotos. Naciones Unidas comenzó a distribuir maíz y las mujeres del poblado salieron de sus chozas de madera hacia el avión. Silva fue a buscar guerrilleros, mientras que Carter no se alejó más que unos pocos metros del avión.
Según Silva, Carter estaba bastante sorprendido, puesto que era la primera vez que veía una situación real de hambruna, por lo que hizo muchas fotos de niños hambrientos. Silva comenzó también a tomar fotografías de niños en el suelo, como llorando, que no se publicaron. Los padres de los niños estaban ocupados recogiendo la comida del avión, por lo que se habían desentendido de momento de los niños. Esta era la situación del niño de la foto hecha por Carter. Un buitre se posó detrás. Para meterlos a ambos en cuadro, Carter se acercó muy despacio para no asustar al buitre, e hizo la foto desde unos 10 metros. Hizo algunas tomas más y el buitre se fue.
Dos fotógrafos españoles que estuvieron en la misma zona por aquellas fechas, José María Arenzana y Luis Davilla, sin conocer la fotografía de Kevin Carter, tomaron una imagen en una situación muy similar. Según narraron en varias ocasiones, era un centro de alimentación, y los buitres acudían por los desperdicios de un estercolero:

Le llevaron a él y a Pepe Arenzana a Ayod, donde estuvieron casi todo el tiempo en un centro de alimentación donde acude gente de la zona. En un extremo de ese recinto, se encontraba un estercolero donde tiraban los desperdicios e iba la gente a defecar. Como estos niños están tan débiles y desnutridos se les va la cabeza dando la sensación de que están muertos. Como parte de la fauna hay buitres que van a por esos restos. Por eso, si tú coges un teleobjetivo, aplastas la perspectiva con el niño en primer plano y de fondo los buitres y parece que se lo van a comer, pero eso es una absoluta patraña, quizá el animal esté a 20 metros.

## Muerte
Tras ello, pasó de reportero a fotógrafo de naturaleza. Sufrió dos duros golpes: por un lado, la presión de la crítica y por otro el asesinato de su amigo Ken Oosterbroek el 18 de abril de 1994, mientras cubría un tiroteo en Tokoza, Johannesburgo. Se dice que años antes intentó suicidarse, que fumaba white pipe —una mezcla de marihuana, metacualona, cocaína y barbitúricos—, que tenía graves problemas familiares y una personalidad algo desordenada —perdía sus carretes en aviones y aeropuertos—, que era depresivo y tenía una vida caótica, con un sinfín de experiencias trágicas.
El 27 de julio de 1994 Carter llegó al río de Braamfontein Spruit, cerca del campo y el centro de estudios, un área donde él jugaba de pequeño, y se suicidó. Tras sumergirse en el río, aspiró monóxido de carbono mediante una manguera pegada con cinta al tubo de escape de su camioneta. Finalmente, murió de intoxicación por monóxido de carbono a los 33 años. Se puede leer algo de su nota de suicidio:

Estoy deprimido [...] sin teléfono [...] dinero para el alquiler [...] dinero para la manutención de los hijos [...] dinero para las deudas [...] ¡¡¡dinero!!! [...] Estoy atormentado por los recuerdos vívidos de los asesinatos y los cadáveres y la ira y el dolor [...] del morir del hambre o los niños heridos, de los locos del gatillo fácil, a menudo de la policía, de los asesinos verdugos [...] He ido a unirme con Ken, si tengo suerte.
KC